# Konarski Hrabia

Herb według oryginalnego nadania

Konarski Hrabia – polski herb szlachecki, hrabiowska odmiana herbu Gryf.

## Opis herbu
Opisy z wykorzystaniem klasycznych zasad blazonowania:
W polu czerwonym gryf srebrny o uzbrojeniu złotym ii języku czerwonym. Nad tarczą korona hrabiowska, a nad nią hełm w koronie, z którego klejnot: pół gryfa jak w godle, z prawej mającego róg czerwony, wylotem w prawo i ku górze. Labry czerwone podbite srebrem.

## Najwcześniejsze wzmianki
Nadany 20 maja 1783 Ludwikowi i Adamowi Konarskiemu z galicyjskim tytułem hrabiowskim i predykatem hoch- und wohlgeboren (wysoko urodzony i wielmożny). Podstawą nadania był patent szlachecki z 1775, deklaracja domicylu, oddanie domowi cesarskiemu, urząd senatorski ojca.

## Herbowni
graf von Konarski.